# Raaba
Raaba,là một đô thị thuộc huyện Graz-Umgebung bang Steiermark, nước Áo. Đô thị Raaba có diện tích 7,71 km², dân số thời điểm cuối năm 2008 là 350 người.